# الأبو مسلمية ( طائفة )
الأبو مسلمية او المسلمية او البركوكية  وتسمى ايضا الخرمدينية احد فرق الخرمية الذين غلوا في أبي مسلم الخراساني وقالوا بإمامته، وادعوا أنه حي لم يمت، وقالوا بالإباحات، وترك جميع الفرائض، وجعلوا الإيمان المعرفة لإمامهم فقط 

## الجذور
الجذور القديمة للخُرَّميَّة تعود للمذهب المزدكي الذي أُسس على يد مزدك واعتنقه الملك الفارسي قُبَاذ بن فيرز بن يزدجرد الأصغر (488-531م)، وزعم مزدك أن أكثر ما يقع بين الناس من البغضاء والمخالفة إنما سببه النساء والأموال فجعل الناس فيها شركاء. إلا أنه بعد انتشار الفجور وموت قباذ وتولي ابنه أنو شروان(531-579م) تغيرت معاملة المزدكية فانقلب عليهم أنوشروان وبمعونة رجال الدين الزرادشت قضى عليهم وقتلهم وظفر بمزدك وقتله.

## العقائد
يذكر عبد القاهر البغدادي عقادهم: «فرقة منهم يقال لهم ابو مسلمية افرطوا في ابى مسلم غاية الافراط وزعموا انه صار الها بحلول روح الاله فيه وزعموا ان ابا مسلم خير, من جبريل وميكائيل وسائر الملائكة وزعموا ايضا ان أبا مسلم حي لم يمت وهم على انتظاره وهؤلاء بمرو وهرات يعرفون بالبركوكية فاذا سئل هؤلاء عن الذى قتله المنصور قالوا كان شيطانا تصور للناس في صورة أبى مسلم»

وقال رشيد الدين فضل الله الهمذاني

### اشهر اتبعاها
وبعد قيام المنصور بقتل أبا مسلم، هرب اتباع الطائفة إلى نواحي خراسان وكان منهم إسحاق الترك وكان ذهب إلى الترك ما وراء النهر وعاش فيها ونشر عقيدة الطائقة، وقام بتعديله حيث ادعى بأن أبا مسلم محبوس في جبال الري وزعم أنه نبي أنفذه زرادشت، وادعى أن زرادشت حي لم يمت واتباع اسحاق الترك امنه ايضا بان اسحاق ايضا لم يمت وهو ما زال حي

## انظر ايضا
- المزدكية
- الخرمية
- البابكية
- المازيارية
- المقنعية